# Résistance aux interrogatoires
La résistance aux interrogatoires (RTI ou R2I en anglais) est un entraînement militaire utilisé pour préparer les soldats, en cas de capture par l'ennemi, à résister, tant aux interrogatoires classiques qu'aux techniques avancées telles que l'humiliation et la torture. 
Les stagiaires subissent des pratiques telles que la cagoule, la privation de sommeil, la désorientation temporelle, la nudité prolongée, l'humiliation sexuelle et la privation de chaleur, d'eau et de nourriture. Beaucoup de ces techniques sont contraires au droit international. 

## Description

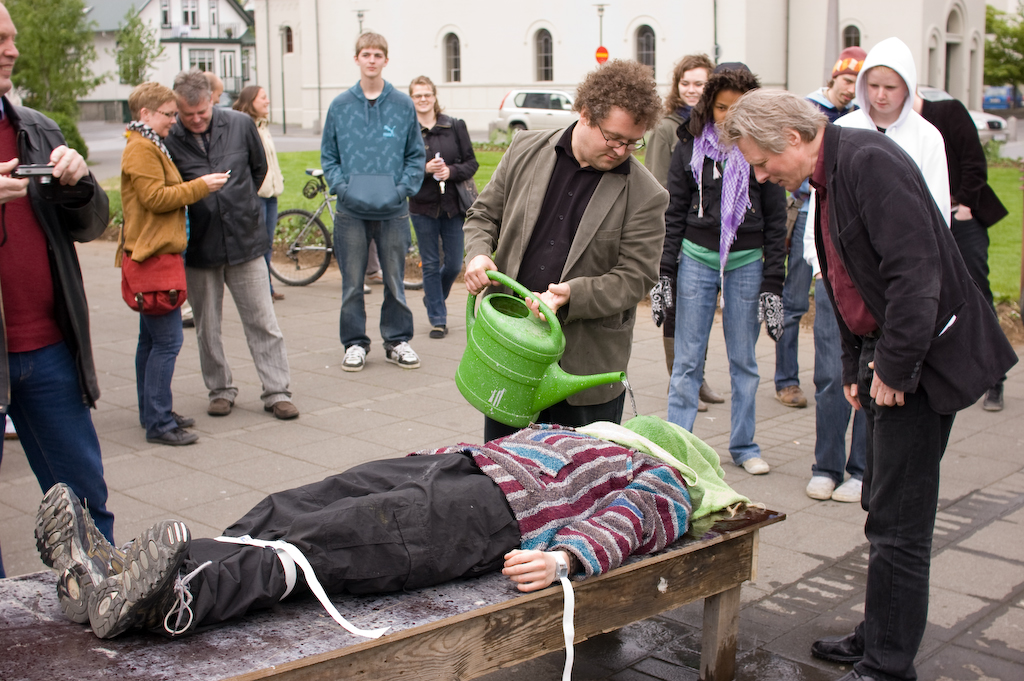
Démonstration de waterboarding lors d'une manifestation

Lors de ces séances d'interrogatoire, les sujets doivent garder le silence quelle que soit la pratique qui leur est infligée. Les seules  informations qu'ils peuvent être amenés à dévoiler sont leurs nom, grade et numéro de matricule (pour permettre une identification en vue d'une libération). Les sujets et le pratiquant ont le droit d'insister pour un retour à l'unité toutes les heures. 
Lors des formations de RTI classiques, mélanges les techniques d'interrogatoire classique (type interrogatoire de police) et les techniques avancées, proches de la torture. Par exemple, un soldat peut être soumis à de légers inconforts avant d'être soumis à des techniques plus dures et plus brutales. 

## Scandale
Le Guardian a rapporté que, selon un ancien officier des forces spéciales britanniques, les actes commis par les soldats accusés d'actes de torture et des mauvais traitements contre les prisonniers d'Abu Ghraib ressemblaient aux techniques utilisées dans la formation à la résistance aux interrogatoires.